# Arnold Zweig

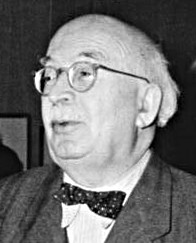
Arnold Zweig

Arnold Zweig (n. 10 noiembrie 1887, Glogau, Silezia, azi în Polonia, d. 26 noiembrie 1968, Berlinul de Est) a fost un scriitor și militant pacifist german de origine evreiască. A făcut studii de istorie și filozofie la universitățile din Breslau (azi Wrocław), München, Berlin, Göttingen, Rostock și Tübingen. La început a fost puternic influențat de opera lui Friedrich Nietzsche, ecoul căreia se resimte în primele sale lucrări de succes Claudia ("Novellen um Claudia", 1913) și tragedia Omor ritual în Ungaria ("Ritualmord in Ungarn", 1914). După începerea primului război mondial se înrolează ca voluntar în armata germană. Experiența războiului îi schimbă radical convingerile și punctul de vedere asupra vieții, transformându-se dintr-un aprig naționalist german într-un adept fervent al pacifismului. Noile sale convingeri sunt oglindite în romanul Cazul sergentului Grișa (1927, ), care-i aduce o faimă internațională. 
După venirea naziștilor la putere emigrează în Cehoslovacia, iar mai apoi în Elveția. Lucrările sale au fost incluse de naziști în Lista cărților arse în 1933, între 10 mai și 21 iunie 1933, deoarece, după părerea lor, propagau idei nesănătoase, comuniste, ce aveau o influență nefastă asupra spiritului german. În perioada 1933 - 1948, Arnold Zweig s-a refugiat în Palestina.
În 1948 revine în Germania, stabilindu-se în zona sovietică de ocupație. Între 1950 și 1953 a fost președinte al Academiei de Arte din RDG. În 1958, Uniunea Sovietică i-a acordat Premiul Lenin.  